# 7118 Kuklov
A 7118 Kuklov (ideiglenes jelöléssel 1988 VD5) a Naprendszer kisbolygóövében található aszteroida. Antonín Mrkos fedezte fel 1988. november 4-én.